# Băneasa (Giurgiu)
Băneasa es una comuna ubicada en el distrito de Giurgiu, Rumania.

## Superficie
Cuenta con una superficie de 111,0 kilómetros cuadrados.

## Demografía
Hasta 2021 la población era de 4601 habitantes, con una densidad de población de 41,47 habitantes por kilómetro cuadrado.